# CA-1 Шнейдер
CA-1 Шнейдер (также CA-1 Шнайдер, фр. Schneider CA1) — французский пехотный танк времён Первой мировой войны. Первый французский танк и один из первых в мире серийных танков, создавался в качестве аналога первых английских танков типа Mark I, однако, в отличие от них, использовал шасси трактора «Холт». С точки зрения более поздней конструкторской мысли «CA-1 Шнейдер», как и современный ему танк «Сен-Шамон», являлись скорее САУ класса штурмовых орудий, нежели полноценными танками.
Танк производился несколькими сериями и принимал участие в боевых действиях второй половины Первой мировой войны, где показал себя достаточно неудачной машиной.

## Разработка

### Разработка гусениц
Компания «Schneider & Co» была ведущим производителем оружия во Франции. Получив заказ на разработку САУ, в январе 1915 года компания отправила главного конструктора Эжена Брийе исследовать гусеничные тракторы от американской компании Холта, в то время участвовавших в программе испытаний в Англии. По возвращении Брийе, который ранее принимал участие в разработке бронированных автомобилей для Испании, убедил руководство компании начать исследования по развитию Tracteur bindi et armé (бронированного и вооруженного трактора), на базе шасси Baby Holt.
Испытания тракторов Холта начались в мае 1915 г. на заводе Schneider с 75-сильным двигателем на колесной модели и 45-сильным — на гусеницах Baby Holt, показав превосходство последнего варианта. 16 июня изделие показали Президенту Республики Раймону Пуанкаре, после чего было заказано десять бронированных гусеничных машин для дальнейших опытов. В июле 1915 программа Шнайдера была объединена с проектом бронированного резака колючей проволоки инженера Жюля-Луи Бретона, машиной Breton-Prétti. Десять из пятнадцати машин были оборудованы кусачками.

### Испытания в Суэне
9 декабря 1915 на испытаниях в Суэне опытный образец бронированного танка на шасси Baby Holt был продемонстрирован представителям французской армии. Среди зрителей был генерал Филипп Петен и инженер и артиллерист полковник Жан-Батист Эжен Этьен ("отец французских танков"). Результаты танка опытного образца были превосходны, показывая замечательную подвижность в затрудненном ландшафте прежнего поля битвы Суэна. Длина Baby Holt, однако, была недостаточна для преодоления немецких траншей, что потребовало создания более длинных гусениц для французского проекта танка.

### Предложение Этьена

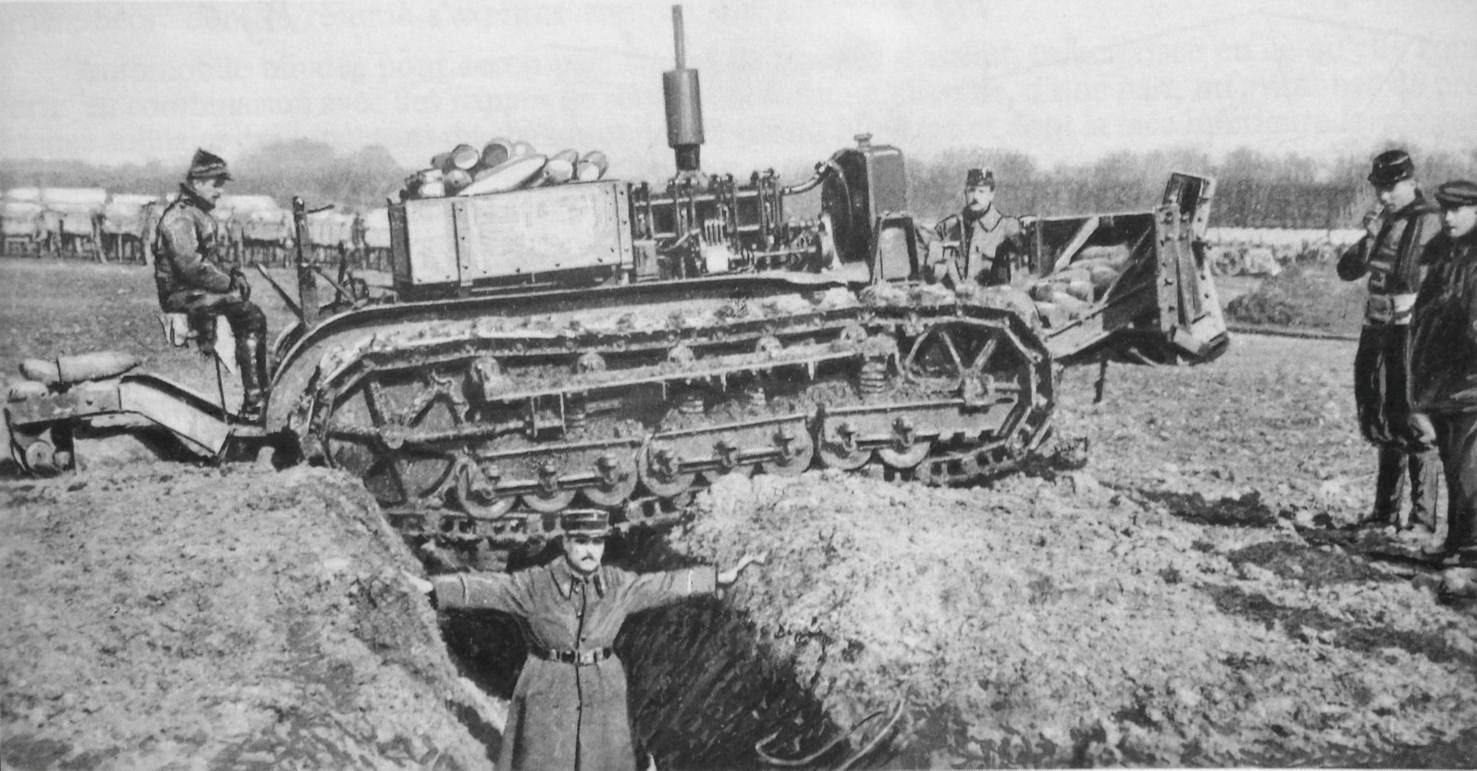
Заключительный тест гусеницы, 21 февраля 1916, перед массовым заказом танка Шнейдера СА1 25-го.

12 декабря он представил Верховному командованию план сформировать бронетанковую часть, оборудованную гусеничными машинами. Этот план встретили с одобрением и в письме, датированном 31 января 1916, Главнокомандующий ВС Франции Жоффр заказал производство 400 танков типа, разработанного Этьеном, хотя фактический производственный заказ 400 танков СА1 Шнайдер был сделан немного позже — 25 февраля 1916, по цене 56 000 французских франков за изделие. В январе было решено использовать шасси не Baby Holt, а более длинные 75 л.с. тракторы Холта; машина для этого должна была быть полностью изменена.

## Описание
Современным взглядом танк едва узнаваем как таковой. У него отсутствует башня, и не очень мощное главное орудие — 75-мм системы «Блохкаус-Шнейдер» — располагается в верхней части лобовой детали. Два 8-мм пулемета Гочкиса служили дополнением к основному оружию. Другая неуклюжая особенность — выступ на лобовой детали корпуса, который изначально был разработан для снятия колючей проволоки, что на практике приводило к опрокидыванию танка. Боевое отделение для шести человек было слишком тесным. Двигатель мощностью всего 60 л.с. (на 45 кВт) обеспечивал максимальную скорость в 8 км/ч. Все это было защищено 11-мм бронелистами.

## История эксплуатации
Поскольку заказы были более крупными, французы отстали от британцев — им потребовалось больше времени, чтобы построить более крупные фабрики. Первое применение танков — 16 апреля 1917 в Берри о-Бэке во время Наступления Ниеля. Их первое наступление было сорвано заградительным огнём немецкой артиллерии. Особую роль они сыграли в ходе октябрьского наступления у Мальмезона.
На 1918 год французская армия располагала 4 группами (по 4 дивизиона) танков Шнейдер.
В 1918 году эти устаревшие танки постепенно заменялись новым Reno FT-17. Производство завершено в августе 1918, всего построено 400 танков, включая опытные образцы. По крайней мере один Шнейдер был поставлен в Италию, которая после испытаний отменила план постройки 1500 Шнейдеров.

### Последующие проекты
Было несколько проектов для производства большего количества танков Шнейдер с башенками и/или лучшим оружием: CA2, СА3 и СА4. Были созданы только опытные образцы CA2 и CA3. CA4 остался только на бумаге.

### После Первой мировой войны
После войны танки СА1 были использованы как танковые тягачи и ремонтно-эвакуационные машины. Шесть были проданы в 1922 году Испании, с 1923 по 1926 год использовались в Марокко в ходе Рифской войны, уцелевшие 4 танка позднее приняли участие в гражданской войне в Испании на стороне республиканцев.
Единственный исправный танк позднее был помещен в музей в Сомюре. Он хранился в Абердинском музее артиллерии Испытательного полигона в Мэриленде (США) и позже был пожертвован Франции для восстановления.

## Фотографии

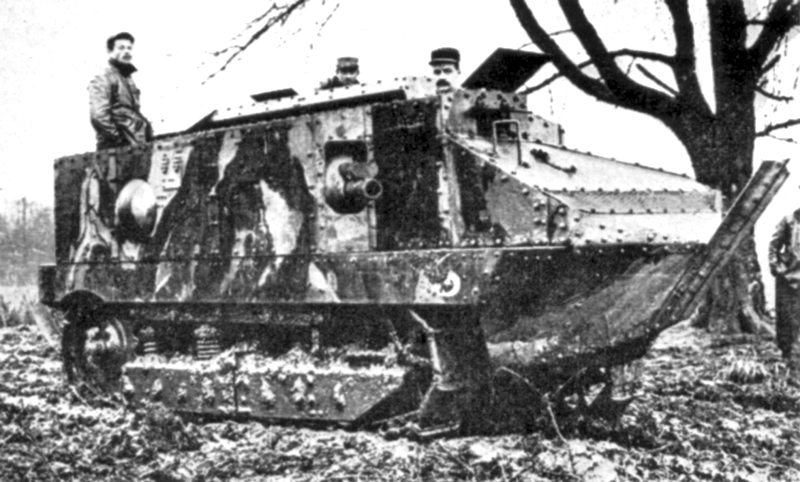
Schneider CA1 (M16)
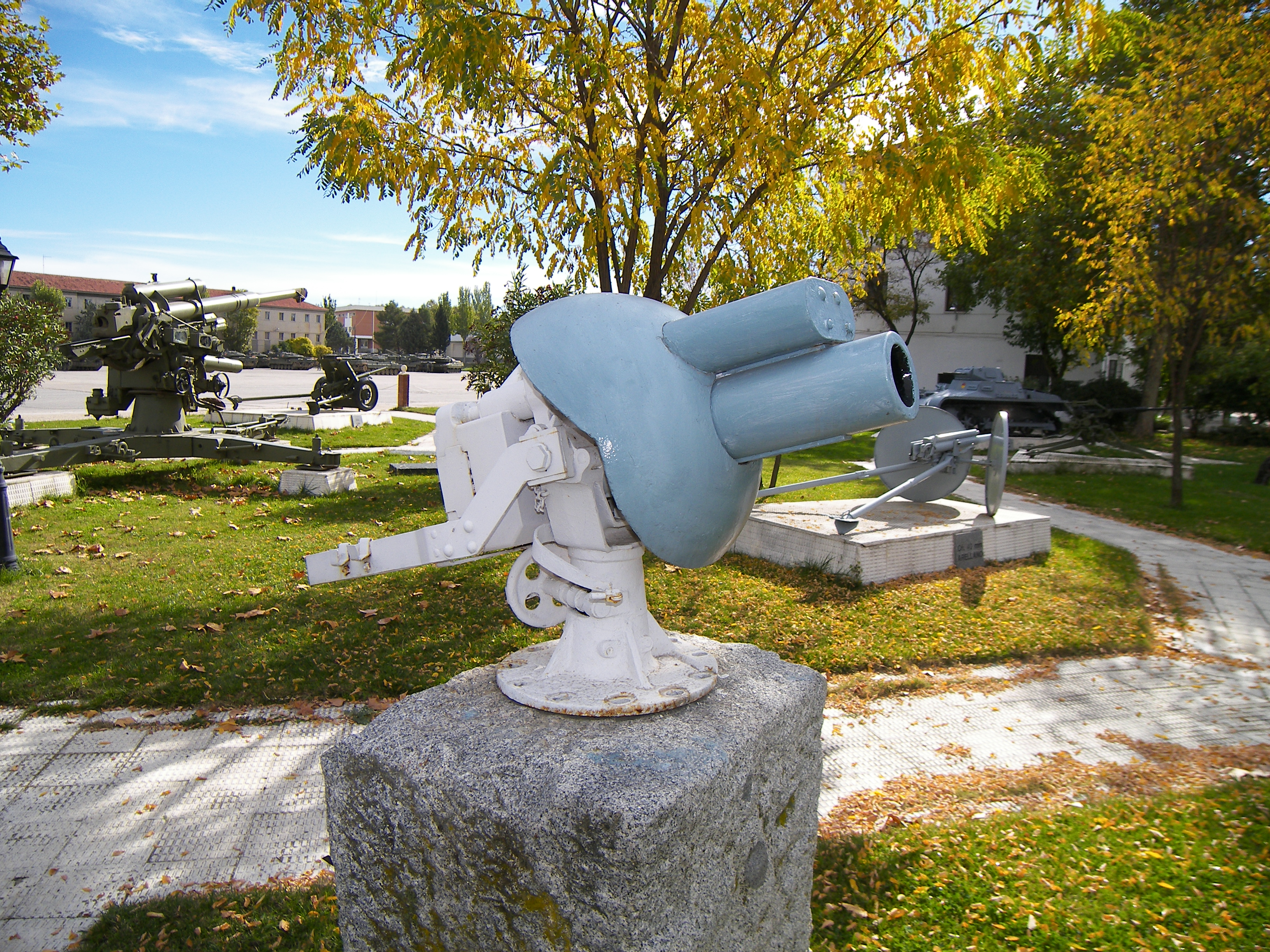
75-мм орудие Блокхаус Шнайдер CA1 в Музее Бронетехники в Эль-Голозо, Испания
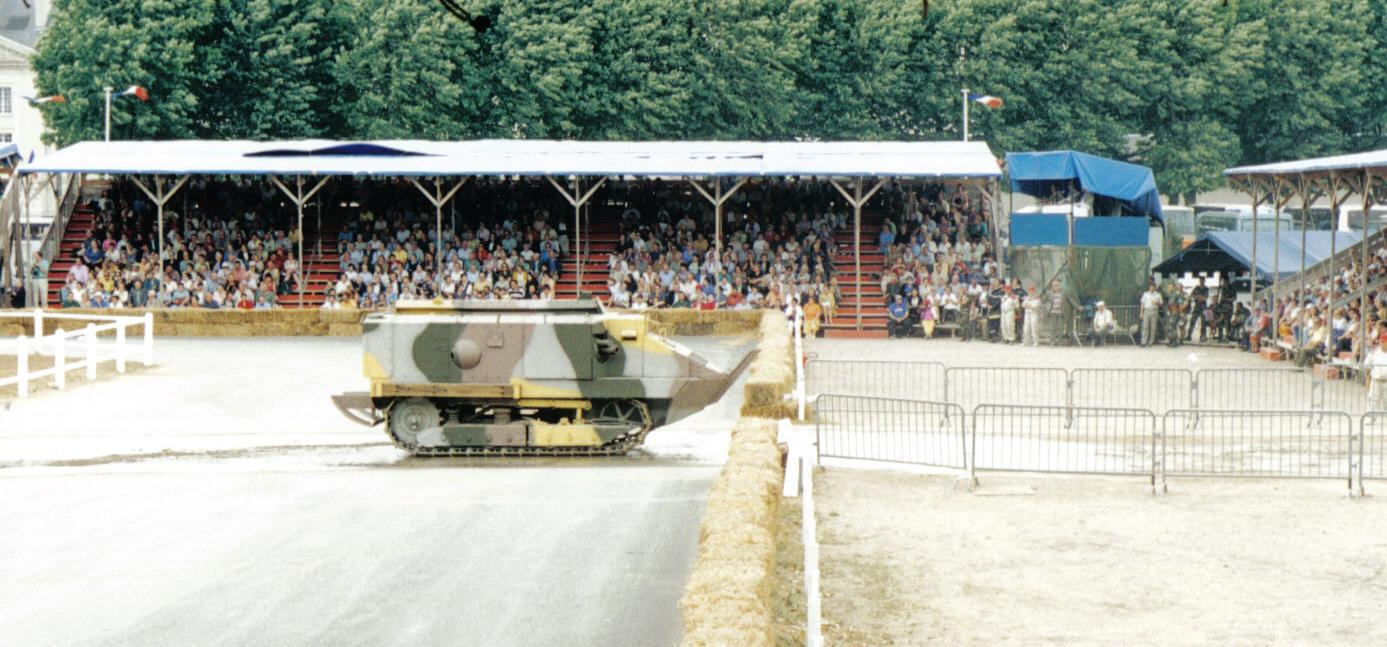
Демонстрация СА1 Шнейдер в Сомюре